# Весполате
Весполате (итал. Vespolate) је насеље у Италији у округу Новара, региону Пијемонт.
Према процени из 2011. у насељу је живело 2011 становника. Насеље се налази на надморској висини од 125 м.

## Становништво
| 1931. | 1936. | 1951. | 1961. | 1971. | 1981. | 1991. | 2001. | 2011. |
| ----- | ----- | ----- | ----- | ----- | ----- | ----- | ----- | ----- |
| 2.740 | 2.640 | 2.677 | 2.636 | 2.414 | 2.165 | 2.108 | 2.076 | 2.067 |